# Ptilotus spathulatus
Ptilotus spathulatus är en amarantväxtart som först beskrevs av Robert Brown, och fick sitt nu gällande namn av Jean Louis Marie Poiret. Ptilotus spathulatus ingår i släktet Ptilotus och familjen amarantväxter. Inga underarter finns listade i Catalogue of Life.